# Elton Hill
Elton Hill är en kulle i Antarktis. Den ligger i Västantarktis. Argentina, Chile och Storbritannien gör anspråk på området. Toppen på Elton Hill är 1 000 meter över havet.
Terrängen runt Elton Hill är huvudsakligen kuperad, men åt nordväst är den platt. Trakten är obefolkad. Det finns inga samhällen i närheten.